# DDISHTV
DDISHTV是蒙古国的一家卫星电视运营商，总部位于蒙古国首都乌兰巴托，为“GEM INTERNATIONAL, MCS GROUP”旗下的卫星电视平台。

## 简介
蒙古国地广人稀，故卫星电视成为照顾偏远地区收视的有效方法。2008年，DDISHTV成立，并于同年6月在蒙古国内首次使用Ku波段传送卫星电视节目。截至2013年，DDISHTV衛星廣播的營收約為290萬美元，員工約100人。
DDISHTV使用韩星5A卫星和亚太5C卫星传送节目，不仅可以覆盖蒙古国全境，还可以覆盖中国北部、朝鲜半岛等地。根据联合国教科文组织（UNESCO）2016年出版的一份报告，DDISHTV平台上共有85个电视频道，包括57个总部位于乌兰巴托的频道、2个地方台频道以及26个国外频道，另外还传送了四套广播节目。